# 地面效应

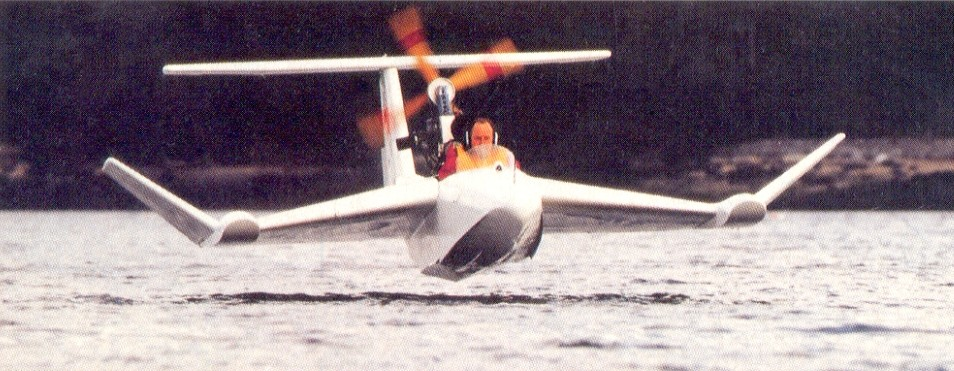
地面效应機

翼地效應（Wing-In-Ground effect, WIG）亦稱為地面效應（Ground effect）或翼面效應（Wing-In-Surface-Effect, WISE），是一种使飞行器诱导阻力减小，同时能获得比空中飞行更高升阻比的流体力学效应：当运动的飞行器距离地面（或水面）很近时，整个飞行器体的上下压力差增大，升力会陡然增加。前苏联就是利用这种效应，研制多款翼地效应飞行器並進行實際的測試飛行。
這種現像在飛機或是賽車產生的氣流被地面或水面影響時，就會發生。
此種現像主要使用在兩個地方：
- 賽車利用特殊設計的車底來產生下壓力，以增加轮胎的正向力，進而提升抓地力表現。
- 翼地效應機（Wing-In-Ground Vehicle, Ground Effect Vehicle GEV）是一種利用翼地效應所產生的強大上揚力來飛行的特殊航空器。

## 翼地效應產生的原因
翼地效應產生的原因在物理學上還有爭議，一般認為翼地效應是因為氣流在機翼和地面/水面成為了一個高壓氣墊而產生了更大的上揚力。但是風洞實驗卻同時得出數據，顯示高壓氣墊雖然存在，但是地面/水面主要作用為擾亂翼尖渦流。在沒有翼尖渦流的情況下，機翼的攻角能變得更為接近理論水平，從而使飛機更有效率。

## 翼地效應對飛機的影響
因為在同樣的速度和推力下，近地飛行產生翼地效應時機體會有更大的上揚力。因此翼地效應能有效地提升近地飛行時飛機的燃料效率。不過因為一般飛機只有在起飛或降落時會這麼接近地面，只有在這些時候能從翼地效應取得好處。
不過，翼地效應對於機師來說亦需要謹慎應對。在降落時，飛機會在最後幾尺因為獲得翼地效應的上揚力而突然上升（此情況被稱為「balloon」)。如果不懂應對措施，飛機就會在減速時突然急速提升高度，此時由於飛機的速度已經非常接近失速速度，極易真的演變成失速的狀態，此時，即使只是數十尺的距地高度，還是可能造成嚴重甚至致命的意外。一般而言，如果跑道夠長，飛行員就能夠採用慢慢減速來對應翼地效應，另一個方法則是放棄直接降落，提升空速取回飛行的上揚力，繞圈回來再次降落。

## 翼地效應對汽車的影響
在賽車上，汽車工程師並不想要上揚力而是需要下壓力。利用氣流所產生的下壓力，讓賽車在轉彎時的能保持較高的車速。而要提升下壓力，就需要使汽車和地面間的氣壓減少。利用伯努利定律，減少壓力的方法有兩大類，其中一類是利用特殊的車底設計強制進入車底的氣流因為分流或流道逐漸擴大等因素，被迫降低氣壓，而產生車輛上下側的壓差；另一種則是直接利用風扇強行加速流經車底的空氣，空氣流速越高壓力就越低。一級方程式賽車曾禁止賽車設計利用翼地效應來提升操控性，主要原因在於翼地效應需保持車底與周遭環境間的相對氣密才有可能產生，但賽事過程中狀況多變，萬一車輛因為遭碰撞損壞或遇到路面顛簸地，氣密周界突然失效的瞬間，下壓力會突然銳減而導致車輛失控，風險極高。一級方程式賽車於2022年恢復使用地面效應的設計。

## 海豚跳效應
“海豚跳”是一個賽車術語，通常用於描述地面效應賽車中遇到的特定故障。由於地面效應導致賽車產生共振，使賽車快速上下跳動。
在科林·查普曼製造的的蓮花78和蓮花79賽車證明地面效應是一級方程式的未來之前，一級方程式賽車只依靠車身所產生下壓力。因此在這一點上，對車底的空氣動力學仍然所知甚少。最熱衷於追求地面效應的團隊往往是資金更匱乏的英國車隊，他們幾乎沒有錢用於風洞測試，並且傾向於簡單地模仿蓮花車隊，這使海豚跳效應更加複雜。
由於側箱翼型上的壓力中心會根據汽車的速度、姿態和離地間隙移動，這些力與賽車的懸架系統相互作用，賽車開始產生共振，特別是在低速時，賽車會前後搖擺，有時相當猛烈。有些車手甚至被震動導致不適。這種搖擺的震動，就像一隻海豚在高速游泳時跳出大海，因此給了這種現象它的名字。這些特性，再加上堅硬的懸架，導致賽車的行駛非常不舒服。從1980年代初到2022年，一級方程式禁止了地面效應，但和其他賽車繼續遭受海豚跳的影響，直到設計師能夠更好地了解地面效應才能最大限度地減少問題。在2022年一級方程式季前測試在巴塞羅那舉行的第一回合測試中，喬治·羅素表示嚴重的海豚跳問題可能會導致安全問題。

## 註腳
1. ↑  . classicandsportscar.com.   [2022-03-11]. （原始内容存档于2022-03-11）.
2. ↑  Cooper, Sam. . planetf1.com.   [2022-03-11]. （原始内容存档于2022-03-22）.
3. ↑  Elleray, Peter. . Mulsanne's Corner.   [2017-10-21]. （原始内容存档于2015-02-09）.
4. ↑  Mitchell, Scott. . The Race. The Race Media.   [2022-02-24]. （原始内容存档于2022-03-20）.

## 外部連結
- Engineering explanation. SE-Technology ('dead' site)
- Ask Us - Ground Effect and WIG Vehicles（页面存档备份，存于）. Aerospaceweb.org
- M. Halloran and S. O'Meara.  (PDF-9 MB). The Sir Lawrence Wackett（英语：Lawrence Wackett） Centre for Aerospace Design Technology, Royal Melbourne Institute of Technology. February 1999 –Abbott Aerospace.[永久] DSTO-GD-0201. Sponsored by DSTO（英语：Defence Science and Technology Organisation） Aeronautical and Maritime Research Laboratory, Australian Government. (WebArchive)
- Wing in Ground Effect and helicopters. dynamicflight.com
- Plane Can Fly Inches Over Water Tongji University Scientists in Shanghai announce design of a new vehicle, inventorspot.com, 14 July 2007
- Ground-effect gliding. hanggliding.org
- Numerical Analysis of Airfoil in Ground Proximity Journal of Theoretical and Applied Mechanics, 45, 2, pp. 425-436, Warsaw 2007. ptmts.org. PDF-715 KB